# Serie D 2006-2007
La Serie D 2006-2007 fu la 59ª edizione del campionato di categoria.

## Stagione

### Aggiornamenti
Le neoretrocesse dalla C2 Latina, Modica, Vittoria e Forlì vennero radiate per fallimento e non si iscrissero al campionato.
Inoltre non si iscrissero per problemi finanziari: la Cossatese, la Cologna Veneta, il Fortis Spoleto (non ammessa in C2 per inadempienze finanziarie e successivamente retrocessa in Promozione) e il Manduria.
Le ripescate in Serie C2 sono: il Poggibonsi, il Celano, il Monopoli e la Vibonese.
Per far fronte a questa carenza di organico vennero ripescate dalla precedente stagione: Trino, Savona, Valleverde Riccione, Montebelluna, Orvietana, Narnese, Avezzano, Pergolese, San Paolo Bari e Rossanese.
Di conseguenza il numero di squadre partecipanti scese da 164 a 162.
Avvennero le seguenti cessioni di titolo e cambi di denominazione sociale
Il Trino si fuse con il P.G.S. Pro Belvedere dando vita all'Associazione Sportiva Pro Belvedere Vercelli.
Il San Paolo Bari cedette il titolo al Leonessa Altamura.

## Partecipanti

### Girone A
- Alessandria
- Borgomanero
- Canavese
- Canelli
- Casale
- Casteggio Broni
- Castellettese
- Giaveno
- Imperia
- Lavagnese
- Orbassano
- Pro Belvedere
- Rivarolese
- Saluzzo
- Savona
- Sestri Levante
- Vado
- Voghera

### Girone B
- Alghero
- Arzachena
- Atletico Calcio
- Calangianus
- Colognese
- Como
- Fanfulla
- Merate
- Olginatese
- Palazzolo
- Renate
- Seregno
- Solbiatese
- Tempio
- Tritium
- Turate
- USO Calcio
- Villacidrese

### Girone C
- Belluno
- Bolzano
- Città di Jesolo
- Eurocalcio Cassola
- Itala San Marco
- Mezzocorona
- Montebelluna
- Montecchio
- Pordenone
- Porfido Albiano
- Rivignano
- Sacilese
- Sambonifacese
- Sanvitese
- Tamai
- Trentino
- Union Quinto
- Virtus Verona

### Girone D
- Carpi
- Castel San Pietro
- Castellana
- Castellarano
- Cervia
- Chioggia Sottomarina
- Darfo Boario
- Este
- Fidenza
- Giacomense
- Mezzolara
- Piovese
- Reno Centese
- Rodengo Saiano
- Russi
- Salò
- Santarcangelo
- Virtus Castelfranco

### Girone E
- Aglianese
- Armando Picchi
- Arrone
- Sestese
- Cascina
- Cecina
- Esperia Viareggio
- Fo. Ce. Vara
- Figline
- Forcoli
- Forte dei Marmi
- Fortis Juventus
- Montevarchi
- Orvietana
- Pontedera
- Sangimignano
- Sansepolcro
- Sarzanese

### Girone F
- Avezzano
- Cagliese
- Cattolica
- Centobuchi
- Fano
- Grottammare
- Maceratese
- Morro d'Oro
- Penne
- Pergolese
- Pescina VG
- Real Montecchio
- R.C. Angolana
- Sangiustese
- Santegidiese
- Tolentino
- Valleverde Riccione
- Verucchio

### Girone G
- Albalonga
- Anziolavinio
- Astrea
- Bojano
- Campobasso
- Civitavecchiese
- Ferentino
- Guidonia Montecelio
- Isola Liri
- Monterotondo
- Morolo
- Narnese
- Ostia Mare
- Pisoniano
- Scafatese
- Sibilla El Brazil Cuma
- Tivoli
- Venafro

### Girone H
- Barletta
- Bitonto
- Brindisi
- Ebolitana
- FC Francavilla
- Grottaglie
- Ippogrifo Sarno
- Ischia
- Lavello
- Leonessa Altamura
- Matera
- Noicattaro
- Petacciato
- San Felice Normanna
- Sant'Antonio Abate
- Sporting Genzano
- Turris
- Viribus Unitis

### Girone I
- Acicatena
- Adrano
- Angri
- Campobello
- Castrovillari
- Comiso
- Cosenza
- Giarre
- Licata
- Paolana
- Paternò
- Pomigliano
- Ragusa
- Rossanese
- Sangiuseppese
- Sapri
- Savoia
- Siracusa

## Play-off nazionali
Le 9 squadre vincitrici dei play-off di girone furono divise in 3 gironi da 3 squadre ognuno in cui le cui vincitrici, più la migliore seconda, accederono alle semifinali, da disputarsi in turni di andata e ritorno e la finale unica in campo neutro.

### Turno preliminare

#### Triangolare 1
|  | Pos. | Squadra                | Pt | G | V | N | P | GF | GS | DR |
|  | ---- | ---------------------- | -- | - | - | - | - | -- | -- | -- |
|  | 1.   | USO Calcio             | 6  | 2 | 2 | 0 | 0 | 2  | 0  | +2 |
|  | 2.   | Sibilla El Brazil Cuma | 3  | 2 | 1 | 0 | 1 | 4  | 1  | +3 |
|  | 3.   | Castellarano           | 0  | 2 | 0 | 0 | 2 | 0  | 5  | -5 |

Legenda:
      Promossa al turno successivo.
Regolamento:
Tre punti a vittoria, uno a pareggio, zero a sconfitta.
Note:
Il Sibilla El Brazil Cuma qualificata come miglior seconda.
|                        | Risultati |                        | Luogo e data   |
| ---------------------- | --------- | ---------------------- | -------------- |
| USO Calcio             | 1-0       | Sibilla El Brazil Cuma | 27 maggio 2007 |
| Sibilla El Brazil Cuma | 4-0       | Castellarano           | 30 maggio 2007 |
| Castellarano           | 0-1       | USO Calcio             | 3 giugno 2007  |
|                        |           |                        |                |

#### Triangolare 2
|  | Pos. | Squadra | Pt | G | V | N | P | GF | GS | DR |
|  | ---- | ------- | -- | - | - | - | - | -- | -- | -- |
|  | 1.   | Casale  | 4  | 2 | 1 | 1 | 0 | 3  | 1  | +2 |
|  | 2.   | Forcoli | 2  | 2 | 0 | 2 | 0 | 2  | 2  | 0  |
|  | 3.   | Fano    | 1  | 2 | 0 | 1 | 1 | 1  | 3  | -2 |

Legenda:
      Promossa al turno successivo.
Regolamento:
Tre punti a vittoria, uno a pareggio, zero a sconfitta.
|         | Risultati |         | Luogo e data   |
| ------- | --------- | ------- | -------------- |
| Fano    | 1-1       | Forcoli | 27 maggio 2007 |
| Casale  | 2-0       | Fano    | 30 maggio 2007 |
| Forcoli | 1-1       | Casale  | 3 giugno 2007  |
|         |           |         |                |

#### Triangolare 3
|  | Pos. | Squadra             | Pt | G | V | N | P | GF | GS | DR |
|  | ---- | ------------------- | -- | - | - | - | - | -- | -- | -- |
|  | 1.   | Siracusa            | 3  | 2 | 1 | 0 | 1 | 3  | 2  | +1 |
|  | 2.   | San Felice Normanna | 3  | 2 | 1 | 0 | 1 | 4  | 4  | 0  |
|  | 3.   | Itala San Marco     | 3  | 2 | 1 | 0 | 1 | 2  | 3  | -1 |

Legenda:
      Promossa al turno successivo.
Regolamento:
Tre punti a vittoria, uno a pareggio, zero a sconfitta.
|                     | Risultati |                     | Luogo e data   |
| ------------------- | --------- | ------------------- | -------------- |
| Siracusa            | 3-1       | San Felice Normanna | 27 maggio 2007 |
| San Felice Normanna | 3-0       | Itala San Marco     | 30 maggio 2007 |
| Itala San Marco     | 1-0       | Siracusa            | 3 giugno 2007  |
|                     |           |                     |                |

### Semifinali
|                        | Risultati |                        | Luogo e data   |
| ---------------------- | --------- | ---------------------- | -------------- |
| USO Calcio             | 0-2       | Casale                 | 10 giugno 2007 |
| Casale                 | 2-0       | USO Calcio             | 17 giugno 2007 |
|                        |           |                        |                |
| Siracusa               | 0-1       | Sibilla El Brazil Cuma | 10 giugno 2007 |
| Sibilla El Brazil Cuma | 2-2       | Siracusa               | 17 giugno 2007 |
|                        |           |                        |                |

### Finale
|        | Risultati     |                        | Luogo e data                     |
| ------ | ------------- | ---------------------- | -------------------------------- |
| Casale | 0-0 (4-3 dtr) | Sibilla El Brazil Cuma | Figline Valdarno, 24 giugno 2007 |
|        |               |                        |                                  |

## Poule Scudetto
Lo Scudetto Dilettanti viene assegnato dopo un torneo fra le vincitrici dei 9 gironi. Vengono divise in 3 triangolari le cui vincitrici, più la migliore seconda, accedono alle semifinali, da disputarsi in turni di andata e ritorno e la finale unica in campo neutro.

### Turno preliminare

#### Triangolare 1
|  | Pos. | Squadra        | Pt | G | V | N | P | GF | GS | DR |
|  | ---- | -------------- | -- | - | - | - | - | -- | -- | -- |
|  | 1.   | Tempio         | 4  | 2 | 1 | 1 | 0 | 3  | 2  | +1 |
|  | 2.   | Rodengo Saiano | 2  | 2 | 0 | 2 | 0 | 3  | 3  | 0  |
|  | 3.   | Canavese       | 1  | 2 | 0 | 1 | 1 | 1  | 2  | -1 |

Legenda:
      Promossa al turno successivo.
Regolamento:
Tre punti a vittoria, uno a pareggio, zero a sconfitta.
|                | Risultati |                | Luogo e data   |
| -------------- | --------- | -------------- | -------------- |
| Tempio         | 1-0       | Canavese       | 13 maggio 2007 |
| Canavese       | 1-1       | Rodengo Saiano | 16 maggio 2007 |
| Rodengo Saiano | 2-2       | Tempio         | 20 maggio 2007 |
|                |           |                |                |

#### Triangolare 2
|  | Pos. | Squadra           | Pt | G | V | N | P | GF | GS | DR |
|  | ---- | ----------------- | -- | - | - | - | - | -- | -- | -- |
|  | 1.   | Pescina VG        | 4  | 2 | 1 | 1 | 0 | 5  | 2  | +3 |
|  | 2.   | Esperia Viareggio | 3  | 2 | 1 | 0 | 1 | 4  | 6  | -2 |
|  | 3.   | Mezzocorona       | 1  | 2 | 0 | 1 | 1 | 3  | 4  | -1 |

Legenda:
      Promossa al turno successivo.
Regolamento:
Tre punti a vittoria, uno a pareggio, zero a sconfitta.
|                   | Risultati |                   | Luogo e data   |
| ----------------- | --------- | ----------------- | -------------- |
| Esperia Viareggio | 1-4       | Pescina VG        | 13 maggio 2007 |
| Mezzocorona       | 2-3       | Esperia Viareggio | 16 maggio 2007 |
| Pescina VG        | 1-1       | Mezzocorona       | 20 maggio 2007 |
|                   |           |                   |                |

#### Triangolare 3
|  | Pos. | Squadra       | Pt | G | V | N | P | GF | GS | DR |
|  | ---- | ------------- | -- | - | - | - | - | -- | -- | -- |
|  | 1.   | Scafatese     | 4  | 2 | 1 | 1 | 0 | 7  | 5  | +2 |
|  | 2.   | Sangiuseppese | 4  | 2 | 1 | 1 | 0 | 6  | 4  | +2 |
|  | 3.   | Noicattaro    | 0  | 2 | 0 | 0 | 2 | 1  | 5  | -4 |

Legenda:
      Promossa al turno successivo.
Regolamento:
Tre punti a vittoria, uno a pareggio, zero a sconfitta.
|               | Risultati |               | Luogo e data   |
| ------------- | --------- | ------------- | -------------- |
| Noicattaro    | 0-2       | Sangiuseppese | 13 maggio 2007 |
| Scafatese     | 3-1       | Noicattaro    | 16 maggio 2007 |
| Sangiuseppese | 4-4       | Scafatese     | 20 maggio 2007 |
|               |           |               |                |

### Semifinali
|               | Risultati |               | Luogo e data   |
| ------------- | --------- | ------------- | -------------- |
| Scafatese     | 3-2       | Tempio        | 27 maggio 2007 |
| Tempio        | 2-0       | Scafatese     | 3 giugno 2007  |
|               |           |               |                |
| Sangiuseppese | 3-2       | Pescina VG    | 27 maggio 2007 |
| Pescina VG    | 0-3       | Sangiuseppese | 3 giugno 2007  |
|               |           |               |                |

### Finale
|        | Risultati |               | Luogo e data                     |
| ------ | --------- | ------------- | -------------------------------- |
| Tempio | 4-1       | Sangiuseppese | Città Sant'Angelo, 9 giugno 2007 |
|        |           |               |                                  |